# شاهزاده‌نشین هات ریور
شاهزاده‌نشین هات ریور، که اغلب با نام پیشین خود، استان هات ریور شناخته می‌شود، ریزکشوری تاییدنشده در استرالیا است. شاهزاده‌نشین در ۲۱ آوریل ۱۹۷۰ با ادعای یک کشور مستقل تاسیس شد. این قلمرو در ۵۱۷ کیلومتری (۳۵۴ مایلی) شمال شهر پرت، در نزدیکی شهرک نورتهمپون ایالت استرالیای غربی واقع شده‌است. مساحت ۷۵ کیلومتر مربعی (۲۹ مایل مربع) این سرزمین، آن را از چندین کشور مستقل پهناورتر کرده‌است. شاهزاده‌نشین هات ریور توسط حکومت استرالیا یا دیگر ملل به عنوان یک کشور به رسمیت شناخته نمی‌شود;این شاهزاده نشین در اگوست ۲۰۲۰ (مهر ۱۳۹۹) منحل شد.

## نگارخانه

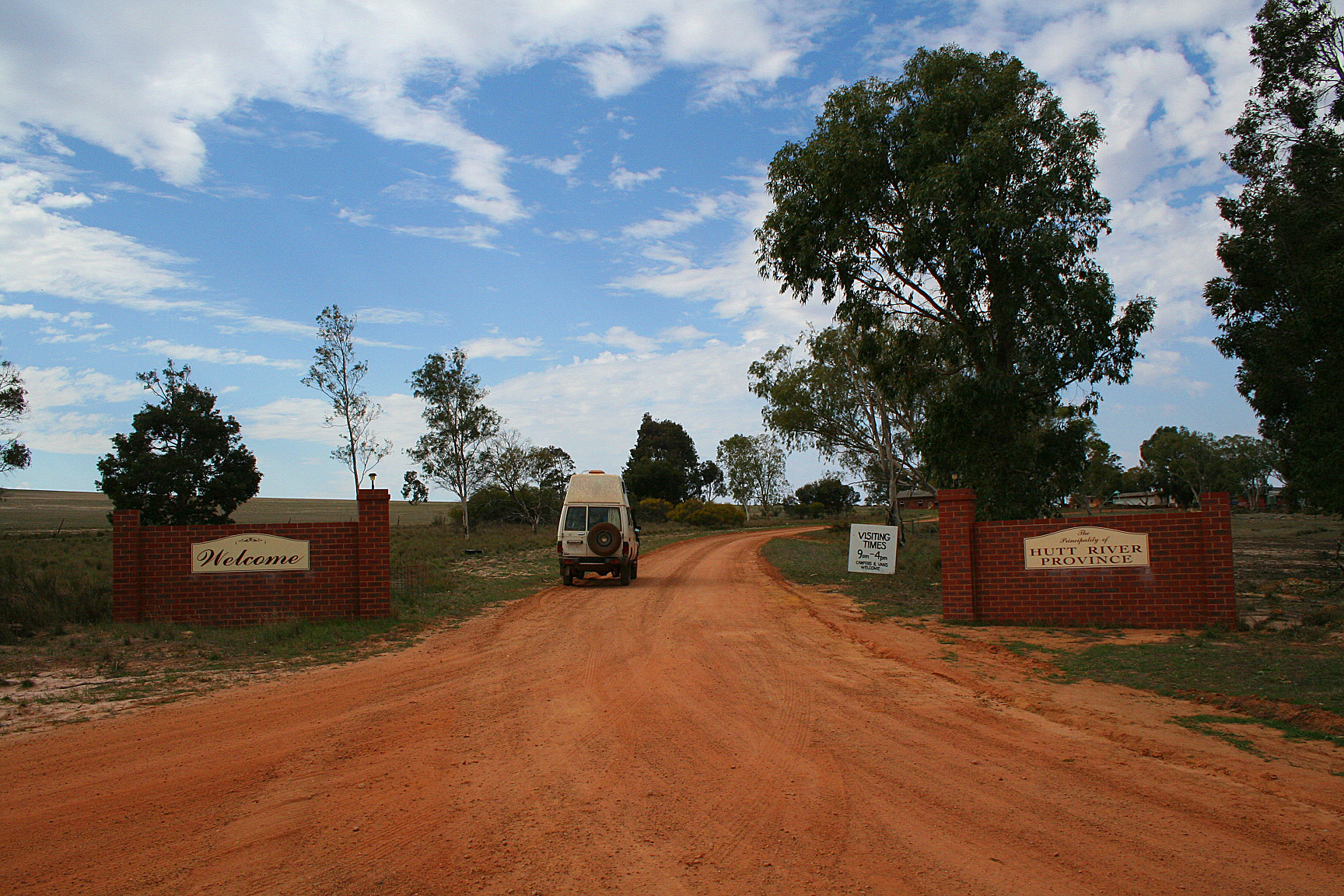
ورودی هات ریور
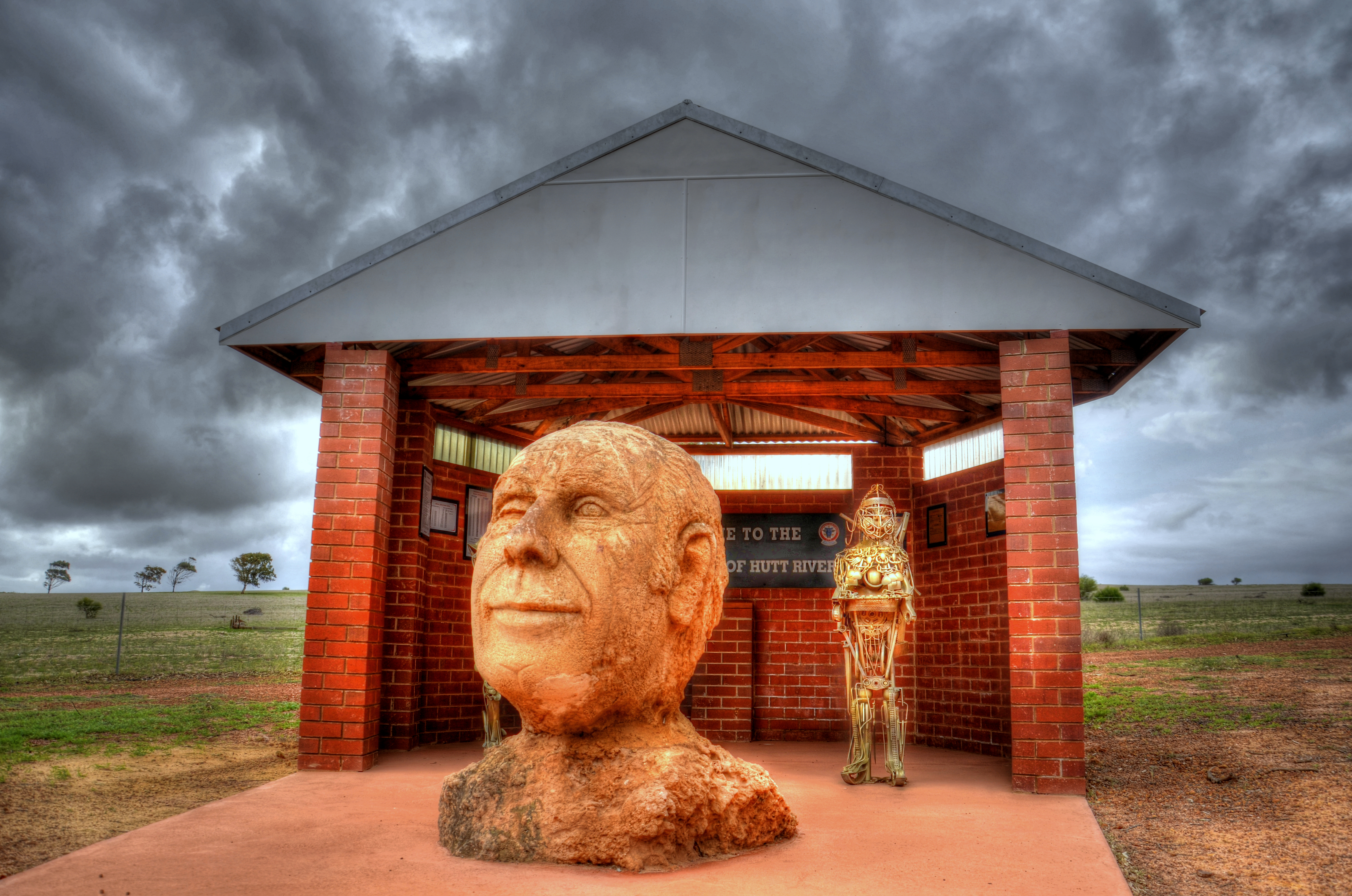
مجسمه لئونارد کاسلی، موسس شاهزاده‌نشین هات ریور